# Pheeroan akLaff

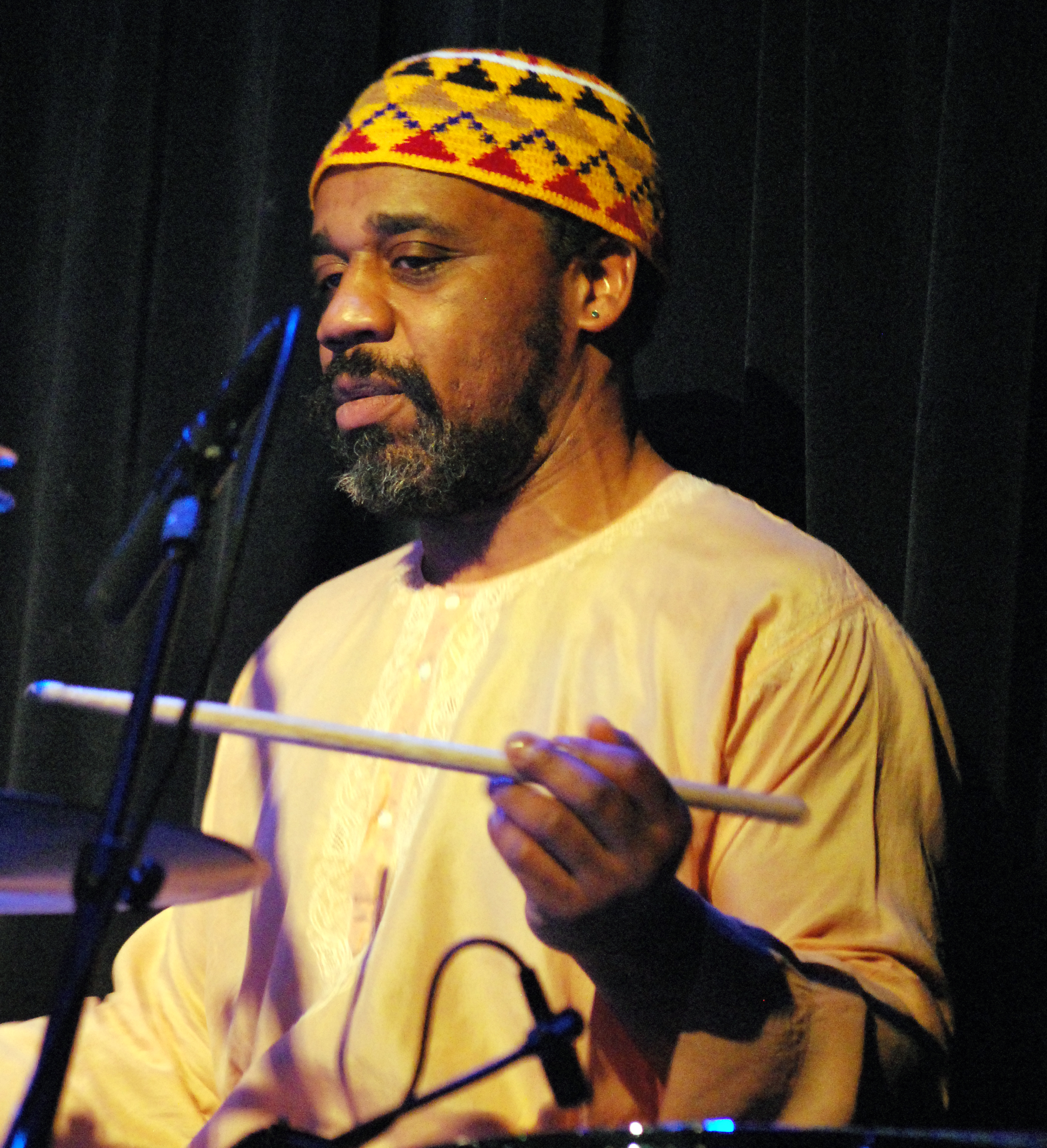
Pheeroan akLaff bei einem Auftritt mit Don Byron, 2010

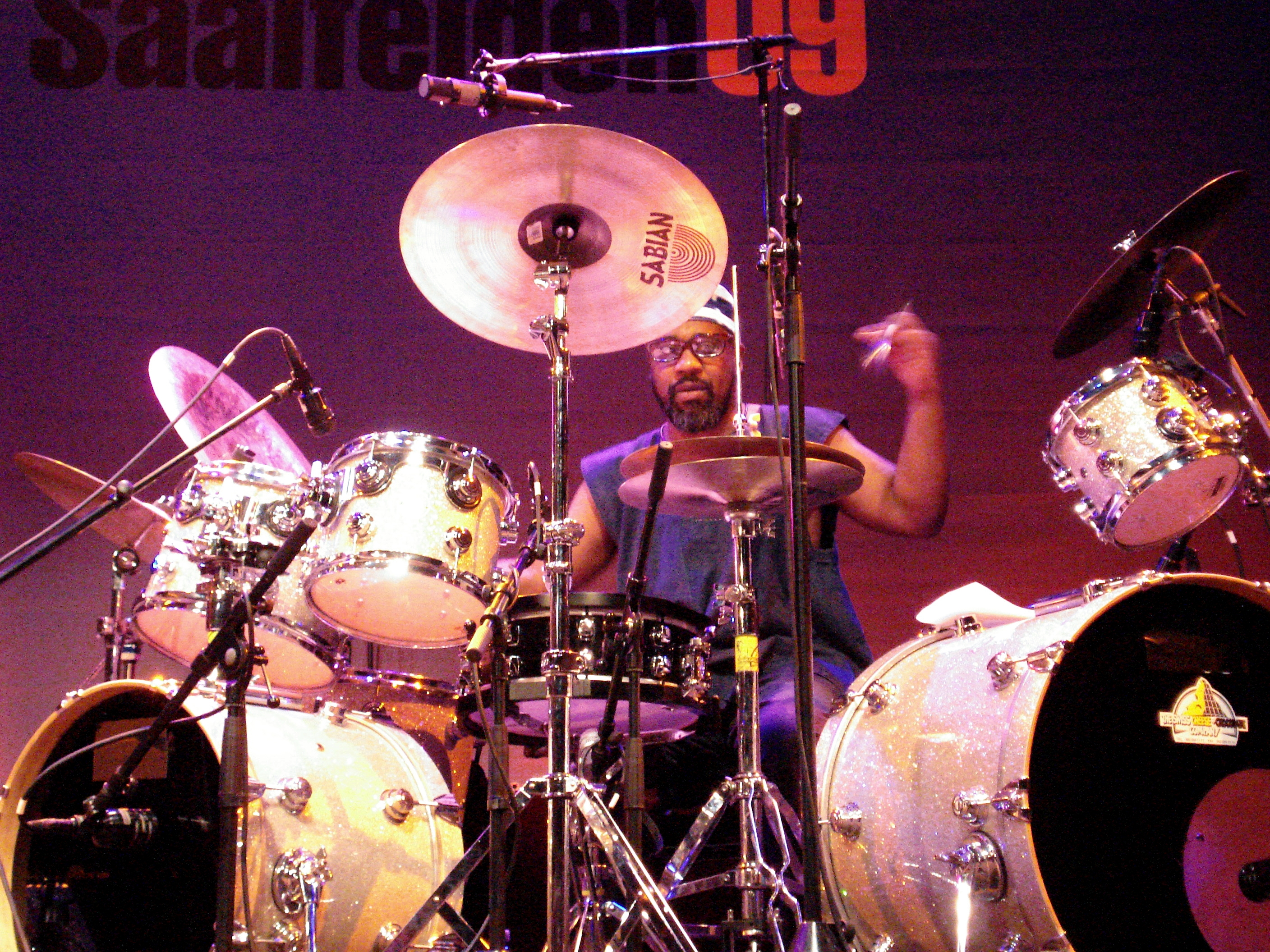
Pheeroan akLaff beim Jazzfestival Saalfelden, 2009

Pheeroan akLaff (* 27. Januar 1955 in Detroit, Michigan als Paul Maddox) ist ein US-amerikanischer Jazzschlagzeuger.

## Leben und Wirken
akLaff begann in Rhythm-and-Blues-Bands und Theatergruppen an der Eastern Michigan University, wo er Schauspiel studierte; später beschäftigte er sich intensiv mit den afrikanischen Musiktraditionen sowohl an der Elfenbeinküste als auch in Nigeria (u. a. mit Fela Anikulapo Kuti). Sein erstes wichtiges Engagement hatte er 1975 bei Jay Hoggard. Durch die regelmäßige Zusammenarbeit mit Wadada Leo Smith lernte er Oliver Lake kennen, in dessen Gruppe Jump Up er länger spielte. Außerdem spielte er mit Anthony Davis und James Newton, im Sextett von Henry Threadgill, mit Amina Claudine Myers, Michael Gregory Jackson (Frequency Equilibrium Koan, 1977) und in der Gruppe New Air. 1983 brachte der Schlagzeuger unter eigenem Namen die Maxisingle Fits Like a Glove heraus.
In den nächsten Jahren war er vorrangig als Begleiter von Sonny Sharrock, Geri Allen, Reggie Workman, Andrew Hill, Ray Anderson, Marty Ehrlich, Mal Waldron, Amina Claudine Myers (Song for Mother E) und Yosuke Yamashita zu hören. Erst 1990 folgte wieder ein eigenes Album. Zu dieser Zeit präsentierte er regelmäßig eigene Bands auf Europatourneen, in denen John Stubblefield, Ed Cherry und Reggie Workman wesentliche Partner waren. Später arbeitete er mit Don Byron, Cecil Taylor, David Murray, Dewey Redman, Steve Lehman und  Karen Borca, insbesondere aber mit dem Pianisten Michael Cain. 2011 wirkte er bei Wadada Leo Smith’ Ten Freedom Summers mit. akLaff lehrt an der Wesleyan University und lebt in New York.